# Маленькая ведьма (фильм, 2018)
«Маленькая ведьма» (нем. Die kleine Hexe) — немецко-швейцарский фильм-сказка 2018 года, снятый режиссёром Михаэлем Шёрером по сказочной повести Отфрида Пройслера «Маленькая колдунья».

## Сюжет
Маленькая ведьма живёт в лесу в маленьком домике вместе со своим говорящим вороном Абраксасом. Самое заветное её желание — побывать на шабаше ведьм, который проходит на горе Броккен. Но она ещё слишком молода, чтобы принимать участие в празднике. Ей всего 127 лет. В Вальпургиеву ночь она тайком пробирается на гору Броккен, чтобы потанцевать с другими ведьмами в надежде, что во время праздника её никто не заметит. Тётя Румпумпель узнаёт и разоблачает свою незваную племянницу. В наказание за то, что она явилась на праздник без приглашения, у неё отбирают метлу и сжигают в огромном костре. Верховная ведьма даёт ей задание выучить за предстоящий год все волшебные заклинания из великой магической книги и доказать всем на следующем шабаше, что она уже взрослая ведьма и может принимать участие в празднике на горе Броккен…

## В ролях
- Каролина Херфурт — маленькая ведьма
- Аксель Праль — ворон Абраксас (озвучивание)
- Луис Форбах — Томас
- Моио Байер — Врони
- Сюзанна фон Борсоди — ведьма Румпумпель
- Барбара Мелцл — огненная ведьма
- Каролин Шписс — болотная ведьма
- Эвелин Холл — туманная ведьма
- Тереза Аффолтер — верховная ведьма
- Ангелика Бёттигер — моховая ведьма
- Томас Лойбл — участковый лесничий
- Катарина Бони — сборщица дров
- Варена Боссшард — сборщица дров
- Марина Гуэррини — сборщица дров
- Михаэль Гемпарт — Болдуин Пфефферкорн
- Марек Харборт — Конрад
- Юстус Кассманн — друг Конрада
- Лукас Бенджамин Энгель — Якоб
- Лена Криммель — мать Томаса и Врони
- Анна Штрисов — цветочница
- Штефан Боден — мясник Валлингер
- Амелия Элиза Кляйн — маленькая ночная ведьма
- Маркус Зингер — отец Конрада
- Питер Раух — хозяин

## Съёмочная группа
- Режиссёр: Михаэль Шёрер
- Продюсеры: Якоб Клауссен, Ульрике Пуц
- Сценарист: Маттиас Пахт
- Оператор: Матиас Фляйшер
- Композиторы: Диего Балденвег, Нора Балденвег, Лионель Винсент Балденвег

## Награды и номинации
- Bayerischer Filmpreis[нем.] — награда (2018)
- Deutscher Filmpreis — номинация (2018)
- Romy — номинация (2018)
- Schweizer Filmpreis[нем.] — награда (2018)[1]